# Mayamey (shahrestan)
Mayamey (persiska: مَیامِی), eller Shahrestan-e Mayamey (شهرستان میامی), är en delprovins (shahrestan) i Iran. Den ligger i den nordöstra delen av landet, i provinsen Semnan, och har staden Mayamey som administrativt centrum.
Delprovinsen hade 38 718 invånare 2016.